# GET UP BOY
『GET UP BOY』(ゲットアップボーイ）は藤井フミヤ8枚目のシングル。1995年11月17日ポニーキャニオンからリリースされた。

## 概要
フミヤが出演した、ダイドーブレンドコーヒーCMソング。

## 収録曲
1. GET UP BOY
作詞：藤井フミヤ、作曲：藤井尚之、編曲：小森茂生
2. Bug Boy
作詞：藤井フミヤ、作曲：藤井尚之・小森茂生、編曲：小森茂生
3. Bug Boy(instrumental）
4. GET UP BOY(instrumental)

## 収録アルバム
- シングルス (#1)